# Tustogłowy (przystanek kolejowy)
Tustogłowy (ukr. Тустоголови, ros. Тустоголовы) – przystanek kolejowy w miejscowości Tustogłowy, w rejonie zborowskim, w obwodzie tarnopolskim, na Ukrainie.